# Morpho helenor
Morpho helenor es una especie  de lepidóptero ditrisio del género Morpho, de la familia Nymphalidae. Habita en regiones selváticas de Centro y Sudamérica.

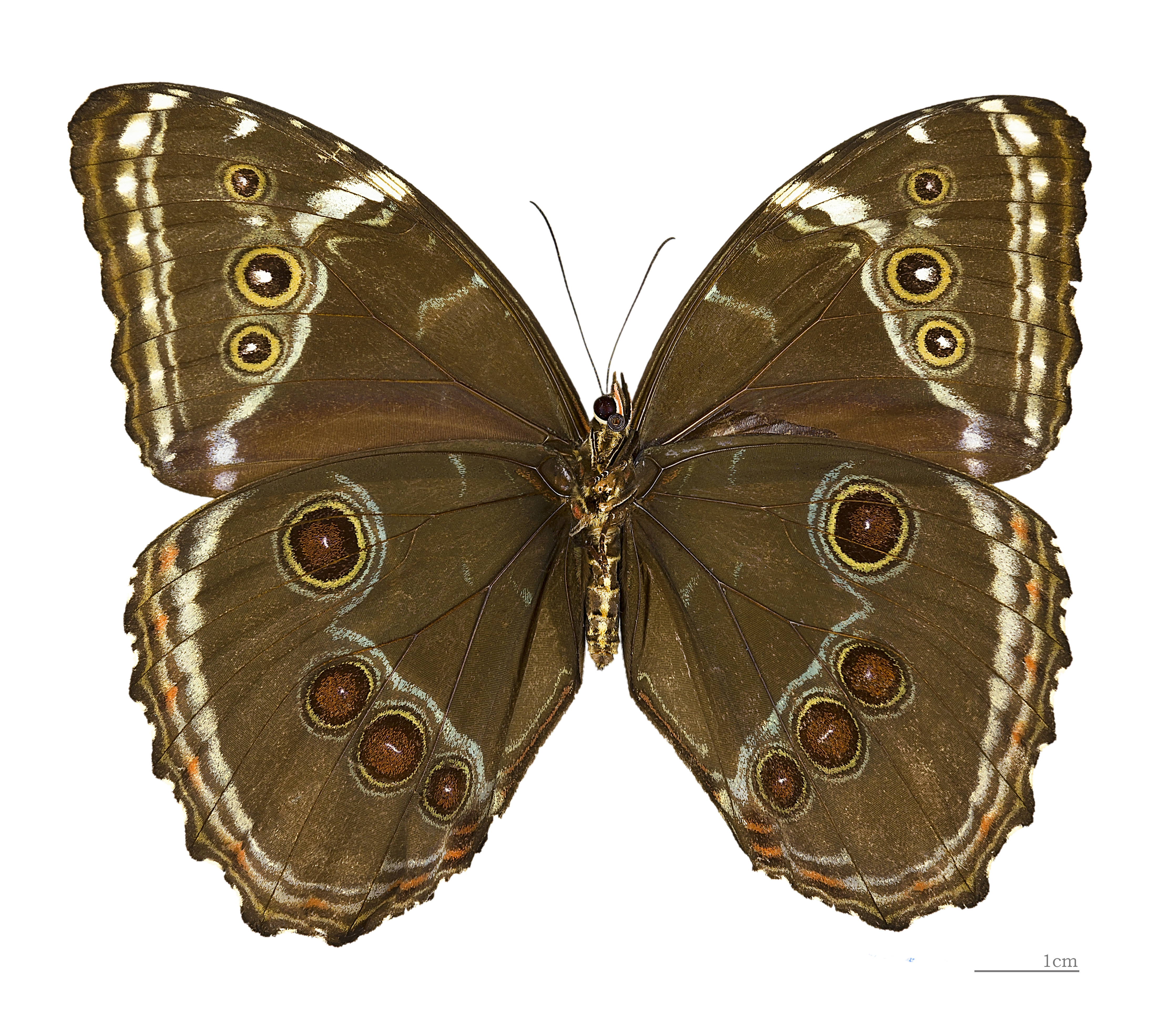
Vista ventral de un ejemplar hembra de la subespecie nominal.

## Taxonomía y características
Esta especie fue descrita originalmente en el año 1776 por el entomólogo holandés Pieter Cramer. 
Dependiendo de la subespecie, Morpho helenor mide alrededor de 63 mm de largo y 120 mm de envergadura.
Las subespecies son muy variables en cuanto al patrón cromático. Dorsalmente es de coloración general negra, próximos a los bordes externos de las alas muestra una serie de ocelos, blancos en las alas anteriores, y rojos en las posteriores. En el borde anterior de las alas anteriores presenta una destacada mancha blanca, y en toda el área interna de las alas exhibe una gran mancha azul-celeste en nítido contraste.  
Ventralmente presenta una coloración general pardusca. Muestra bandas blancas y canelas en el margen externo de las alas  muestra una serie de ocelos oscuros, rodeados de una aureola canela. Desde el borde anterior de las alas anteriores nace una destacada mancha blanca que se va diluyendo hasta alcanzar las proximidades de la cola. Muestra una irregular cadena de grandes ocelos de distinto tamaño, compuestos por aureolas concéntricas blancas, canelas, negras, y ya en el centro con un pequeño punto blanco o lila. El borde exterior de las alas posteriores presenta una destacada serie de manchas rojas.

### Subespecies
Esta especie se subdivide en numerosas subespecies:
- Morpho helenor helenor; Venezuela, Brasil, Surinam y Guyana.
- Morpho helenor achillaena (Hübner, [1823]); Brasil.
- Morpho helenor achillides C. & R. Felder, 1867; Argentina, Paraguay  y  Brasil.
- Morpho helenor anakreon Fruhstorfer, 1910; Brasil.
- Morpho helenor charapensis Le Moult & Réal, 1962; norte del Perú.
- Morpho helenor coelestis Butler, 1866; présent en Bolivia.
- Morpho helenor cortone Fruhstorfer, 1913; Colombia.
- Morpho helenor corydon Guenée, 1859; Venezuela.
- Morpho helenor guerrerensis Le Moult & Réal, 1962; México.
- Morpho helenor insularis Fruhstorfer, 1912; Trinidad y Tobago.
- Morpho helenor leontius C. & R. Felder, 1867; Colombia.
- Morpho helenor macrophthalmus Fruhstorfer, 1913; Colombia.
- Morpho helenor maculata Röber, 1903; Ecuador.
- Morpho helenor marajoensis Le Moult & Réal, 1962; Brasil.
- Morpho helenor marinita Butler, 1872; Panamá y Costa Rica.
- Morpho helenor montezuma Guenée, 1859; México, Honduras y Guatemala.
- Morpho helenor narcissus Staudinger, 1887; Panamá,  Nicaragua y Costa Rica.
- Morpho helenor octavia Bates, 1864; México, El Salvador y Guatemala.
- Morpho helenor papirius Hopffer, 1874; Perú.
- Morpho helenor peleides Kollar, 1850; Panamá y Colombia.
- Morpho helenor peleus Röber, 1903; Venezuela.
- Morpho helenor pindarus Fruhstorfer, 1910; Bolivia y Brasil.
- Morpho helenor popilius Hopffer, 1874; Colombia.
- Morpho helenor prometa Gareca & Blandin, 2011; Bolivia
- Morpho helenor rugitaeniatus Fruhstorfer, 1907; Colombia y Ecuador.
- Morpho helenor telamon Röber, 1903; Colombia.
- Morpho helenor theodorus Fruhstorfer, 1907; Ecuador,  Bolivia, Perú y Brasil.
- Morpho helenor tucupita Le Moult, 1925; Venezuela.
- Morpho helenor ululina Le Moult & Réal, 1962; Venezuela.
- Morpho helenor violaceus Fruhstorfer, 1912; Brasil.
- Morpho helenor zonaras Fruhstorfer, 1912; Panamá.

## Distribución geográfica

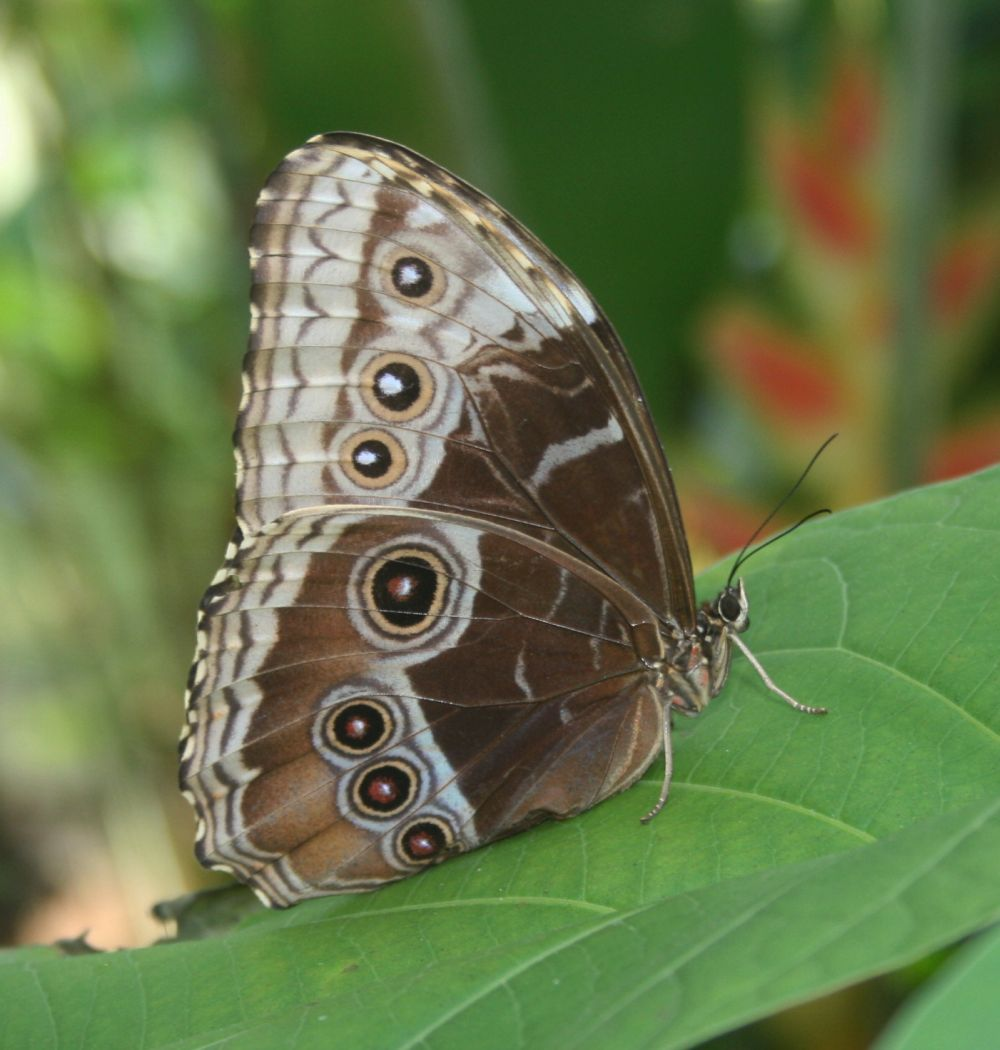
Vista ventral de un ejemplar hembra de la subespecie centroamericana Morpho helenor marinita.

Morpho helenor se distribuye en selvas de Centro y Sudamérica. Se la encuentra 
desde México, pasando por Guatemala, Honduras, El Salvador, Nicaragua, Costa Rica, Panamá, Colombia, Venezuela, las Guayanas, Trinidad y Tobago. Brasil, Ecuador,  Perú, Bolivia, Paraguay, hasta el norte de la Argentina, siendo recolectada en la reserva privada Yacutinga, y en el parque nacional Iguazú.

## Costumbres
Morpho helenor es una mariposa grande, llamativa, de vuelo poderoso, lento, ondulante, a baja o media altura, con habituales planeos y bruscos aleteos, generalmente recorriendo senderos en sectores umbríos y húmedos de las selvas donde habita. Se posa sobre frutos fermentados que caen al suelo, o sobre excrementos. Al ser asustada se aleja de la amenaza hacia sectores densos volando rápida y erráticamente para desorientar a la fuente de peligro, aumentando la celada posándose de repente para quedar totalmente quieta y con las alas cerradas, confiando en su mimetismo alar ventral.
Especies vegetales hospedadoras
Las larvas u orugas de Morpho helenor se alimentan de las hojas de Genipa americana, Inga, Machaerium y  Platymiscium.